# Michoacán
Michoacán (pronunție în spaniolă, [mitʃoaˈkan]), nume oficial complet, Michoacán de Ocampo (nume provenit din nahuatl, Michhuacān, "locul pescarilor") este unul din cele 31 de state federale ale Mexicului. 
Situat în zona central vestică a țării, Michoacán se învecinează cu statele federale Colima și Jalisco la vest, Guanajuato și Querétaro la nord, México la est, Guerrero la sud-est, respectiv cu Oceanul Pacific la sud.
Cu o suprafață de 59.864 km2, al patrulea stat fondator al Uniunii Mexicului, creat la 31 ianuarie 1824, ocupă 3% din teritoriul național, având în 2005 o populație 3.966.073 locuitori. Capitala statului, cunoscut anterior ca Valladolid, care este simultan și cel mai mare oraș al acestuia, este Morelia, localizat între două orașe importante ale Mexicului, Ciudad de Mexico și Guadalajara.